# Peter Kittelmann

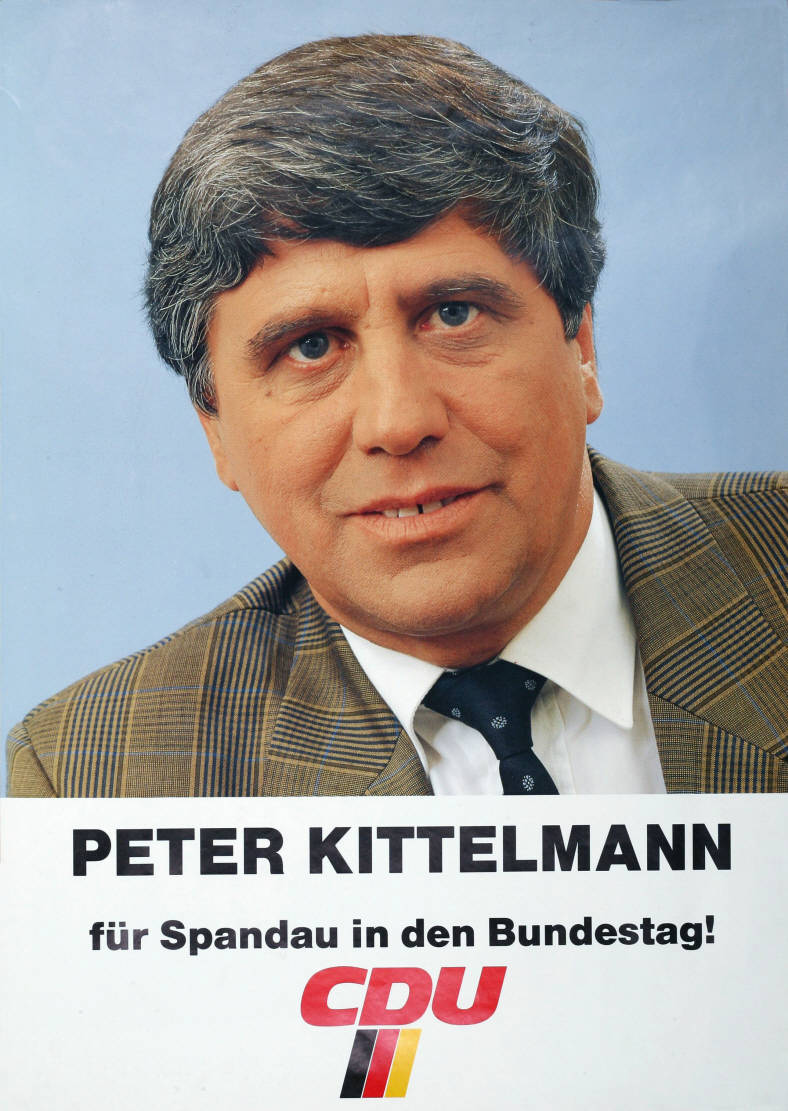
Kandidatenplakat zur Bundestagswahl 1990

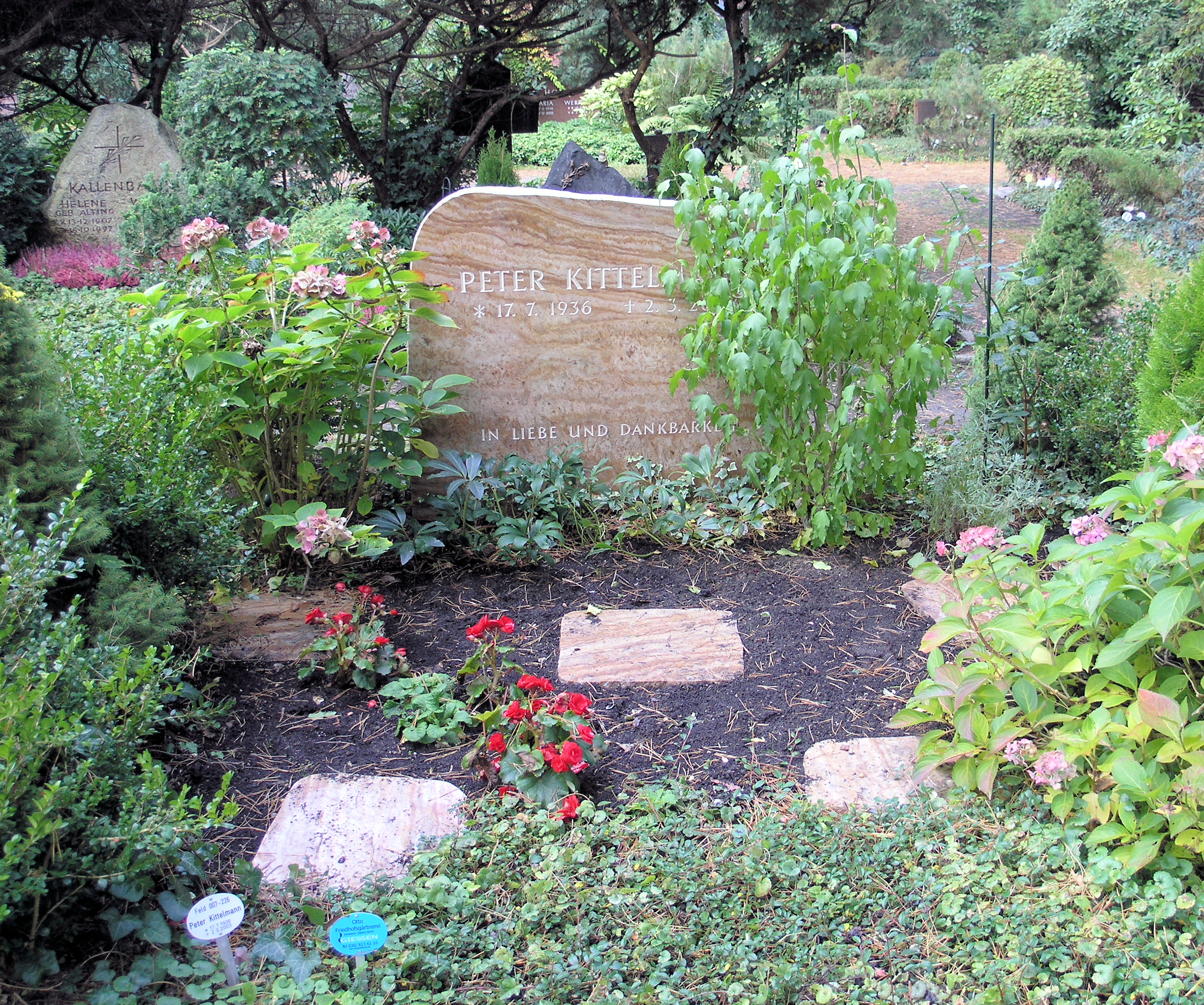
Grabstätte, Hüttenweg 47, in Berlin-Dahlem

Klaus-Peter Kittelmann (* 17. Juli 1936 in Stendal; † 2. März 2003 in Berlin) war ein Berliner Politiker der CDU. Er war ein Multiparlamentarier und 34 Jahre lang Kreisvorsitzender der CDU Berlin-Tiergarten (heute: Berlin-Mitte).

## Leben
Nach seinem Abitur 1955 und Ergänzungsabitur 1956 studierte er Veterinärmedizin und Rechtswissenschaften an der Freien Universität Berlin. Während seines Studiums wurde er Mitglied der Sängerschaft Borussia Berlin. 1969 machte Kittelmann die zweite juristische Staatsprüfung, seit 1970 war er Rechtsanwalt.
Um diese Zeit gründete er in der CDU, der er seit 1962 angehörte, mit Freunden aus der Zeit seines Jurastudiums eine Riege, die man scherzhaft K-Gruppe nannte.
Peter Kittelmann erlag im Alter von 66 Jahren einem Krebsleiden. Er hinterließ seine Ehefrau Marion und drei Kinder. Marion Kittelmann (* 1952) war ebenfalls Mitglied des Abgeordnetenhauses.
Kittelmann wurde auf dem Waldfriedhof in Berlin-Dahlem beigesetzt.

## Ämter und Funktionen
- 1969–2003: Kreisvorsitzender der CDU Tiergarten; später Berlin-Mitte
- März bis Juli 1971: Mitglied des Abgeordnetenhauses von Berlin
- Juli 1971 bis 1979: Bezirksstadtrat im Bezirk Tiergarten
- 1976–1994: Mitglied des Deutschen Bundestages (seit 1990 Direktmandat des Wahlkreises Berlin-Spandau)
- 1979–1994: Mitglied der Parlamentarischen Versammlung des Europarates und der Parlamentarischen Versammlung der WEU
- 1981–1996: stellvertretender Landesvorsitzender der CDU Berlin
- 1990–1994: Europa- und außenwirtschaftspolitischer Sprecher der CDU/CSU-Bundestagsfraktion
- 1994–1999: Mitglied des Europäischen Parlaments
- 1999–2003: Mitglied des Abgeordnetenhauses von Berlin.